# Vilhenense Esportivo Clube
El Vilhenense Esportivo Clube era un equipo de fútbol de Brasil que jugó en el Campeonato Rondoniense, la primera división del estado de Rondonia; y en el Campeonato Brasileño de Serie D, la cuarta división nacional.

## Historia
Fue fundado el 10 de octubre de 2017 en el municipio de Vilhena como el tercer equipo profesional en el municipio por idea del empresarios y el primer presidente en la historia del club Valdir Kurtz. El club hace su primera aparición en el Campeonato Rondoniense de 2018 donde fue eliminado en las semifinales por el Barcelona de Rondônia.
En 2019 logra ganar el Campeonato Rondoniense por primera vez al vencer en la final al Ji-Paraná Futebol Clube, lo que le da la clasificación al Campeonato Brasileño de Serie D y a la Copa de Brasil de 2020, su primera participación en torneos de escala nacional.

## Palmarés
- Campeonato Rondoniense: 1

2019
- Campeonato Rondoniense - Segunda División: 1

2022